# Sagres
Sagres è una freguesia del Portogallo facente parte del comune di Vila do Bispo. Fu la città del grande Enrico il Navigatore.

## Geografia
È un porto di pesca e località balneare dell'Algarve, vicino ai promontori rocciosi della Punta Sagres e del Capo di San Vicente, detto "fine del mondo".
Grazie alla mitezza del clima, alla bellezza del litorale e alle moderne attrezzature turistiche la zona di Sagres è molto frequentata dal turismo internazionale, apprezzata in particolare dai surfisti.

## Storia
Nella zona della Punta di Sagres si sono trovate ceramiche colorate, testimonianza archeologica di insediamenti preistorici: già in questa epoca risulta una località mistico-religiosa. Nel periodo romano Sagres era chiamata Promontorium Sacrum e fu particolarmente apprezzata e al Cabo Sao Vicente fu dato un carattere sacro, come testimonia Rufio Festo Avieno, poeta romano della metà del IV secolo, che definisce il Cabo de São Vicente "un promontorio che impressiona per le sue rocce, consacrato a Saturno".
I cristiani ripresero questa sacralità del luogo legandolo a San Vincenzo. Secondo la tradizione i cristiani, sotto Abderraman I, all'incirca nel 779 portarono qui le spoglie del Santo martirizzato a Valencia per metterle al riparo delle invasioni degli Arabo-Berberi nel sud della Spagna e continuarne la venerazione, e le posero in un'antica chiesa denominata Igreja do Corvo (Chiesa del Corvo) che sorgeva sulla punta rocciosa. Negli anni successivi si sviluppò il culto con un'intensa frequenza di pellegrinaggi alla chiesa, che fu però distrutta dalla dinastia degli Almoravidi nel XII secolo. Di questo fatto fu informato dal primo re del Portogallo, dom Alfonso Henriques, impegnato nella Reconquista, che risiedeva a Lisbona, liberata da poco nel 1147. Il re dispose allora che un'imbarcazione andasse a recuperare le reliquie del Santo. Dopo la riconquista dell'Algarve, completata nel 1247, furono costruiti la chiesa, dove si posero le reliquie, e un convento e Cabo São Vicente ritornò ad essere meta di pellegrinaggi. Con l'intensificarsi dei traffici marittimi dal XIV secolo, il promontorio di Sagres fu scalo di riferimento per le navi che dal Mediterraneo risalivano la costa atlantica portoghese verso il Nord Europa e, a partire dal XV secolo, dalle navi che si muovevano fra le coste africane e quelle europee. Da qui partì nel 1415 la spedizione dell'infante dom Henrique, figlio minore di dom Joao I e Filippa di Lancaster, alla conquista di Ceuta nel Marocco. L'infante, che aveva capito l'importanza di questi luoghi per l'espansione portoghese nel mondo, ne ottenne nel 1433 la giurisdizione e iniziò la costruzione di una sua villa: la Vila do Infante che avrebbe dovuto essere il nucleo di un futuro grande porto in grado di fare concorrenza alla spagnola Cadice. La mancanza d'acqua e la scarsa fertilità dei terreni circostanti costrinsero il principe, grande promotore di viaggi oceanici, a rinunciare ai suoi progetti e della mancata città restarono soltanto alcune case, la chiesa e la sua residenza, piccola fortezza dotata di mura, tuttora esistente. Dal XVI secolo gli storici, interessandosi di questo grande principe, diedero risalto a questi luoghi e descrissero la villa come cenacolo di scienziati, di navigatori, cartografi, astronomi che si riunivano attorno a dom Herique, creando il mito della "scuola di Sagres" che gli storici attuali non considerano fondato.

## La costa

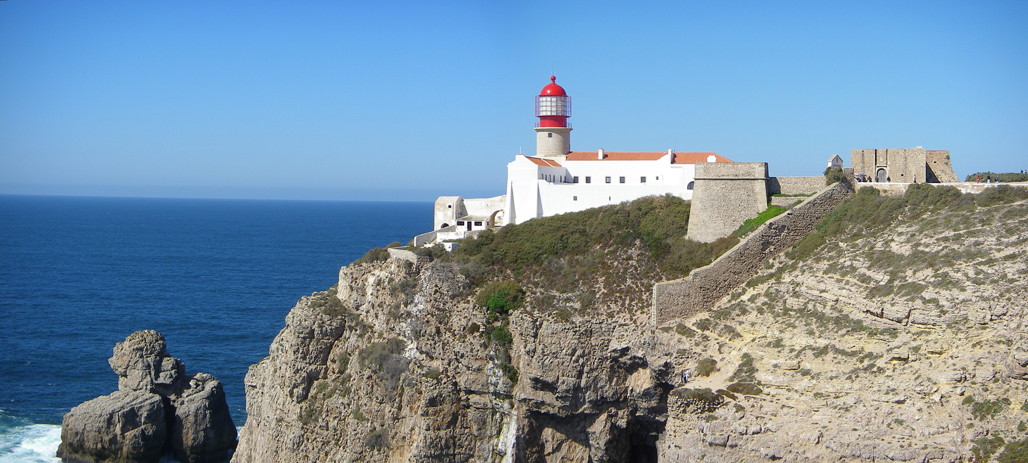
Il faro di Capo di San Vicente

Ad occidente della città moderna si ha un vasto tavolato quasi disabitato ricoperto di bassa vegetazione fino alle pareti rocciose a strapiombo sull'Oceano sulle quali sono gli insediamenti storici: il Capo di San Vicente sul quale sorge il faro nel luogo dove era il convento, punto più occidentale del promontorio di Sagres sulla cui punta sono il forte e il convento ricostruiti dopo la distruzione ad opera di Francis Drake alla fine del Cinquecento.
Sulla Punta di Sagres è la Fortaleza de Sagres, gruppo di case chiuso da bastioni del XVIII secolo, già nucleo dell'antica Vila do Infante, la cui chiesa ricostruita nel XVI secolo è oggi la Igreja de Nossa Senhora da Graça, con campanile a vela. Una torre cisterna dotata di merli è forse l'unica costruzione rimasta dell'antico insediamento, anche se si indica tradizionalmente come dimora dell'Infante una casa a due piani ricostruita nel XVIII secolo.